# ألبرت وليامز
ألبرت وليامز (بالإنجليزية: Albert Williams)‏ هو لاعب كرة قدم أمريكية أمريكي، ولد في 7 سبتمبر 1964 في سان أنطونيو في الولايات المتحدة.